# Work Projects Administration
Pour les articles homonymes, voir WPA.
La Work Projects Administration ou WPA (créée sous le nom de Works Progress Administration) est la principale agence fédérale instituée dans le cadre du New Deal (programme économique d'état pour résorber la crise de 1929) durant la présidence de Franklin Delano Roosevelt dans le domaine des grands travaux.

## Histoire

Affiche de la Works Projects Administration pour le National Park Service vantant le parc national de Yellowstone.

Elle est créée le 6 mai 1935 par décret présidentiel. Le Congrès des États-Unis finance l'agence, sans la mettre en place. La WPA emploie des millions d'Américains et son influence s'étend à la quasi-totalité des localités, essentiellement dans les régions montagneuses et rurales de l'Ouest des États-Unis. La WPA complète la Federal Emergency Relief Administration (aide fédérale d'urgence aux plus démunis) mise en place sous Herbert Hoover et laissée en place durant les premiers mois de la présidence de Franklin Roosevelt, avant d'être supprimée. Sous la direction de l'administrateur de la FERA transféré à la WPE Harry Hopkins, l'agence a pour objectif de fournir des emplois et des revenus aux chômeurs, victimes de la Grande Dépression.
Dans le cadre de la politique de grands travaux, le programme contribua à la construction de nombreux bâtiments publics, de routes et dirige de nombreux projets dans le domaine de l'art (Federal Art Project), la comédie et la littérature, l'écriture et la danse.
La WPA permit en outre de donner à manger à des enfants, de distribuer de la nourriture, des vêtements, mais aussi de procurer des logements.

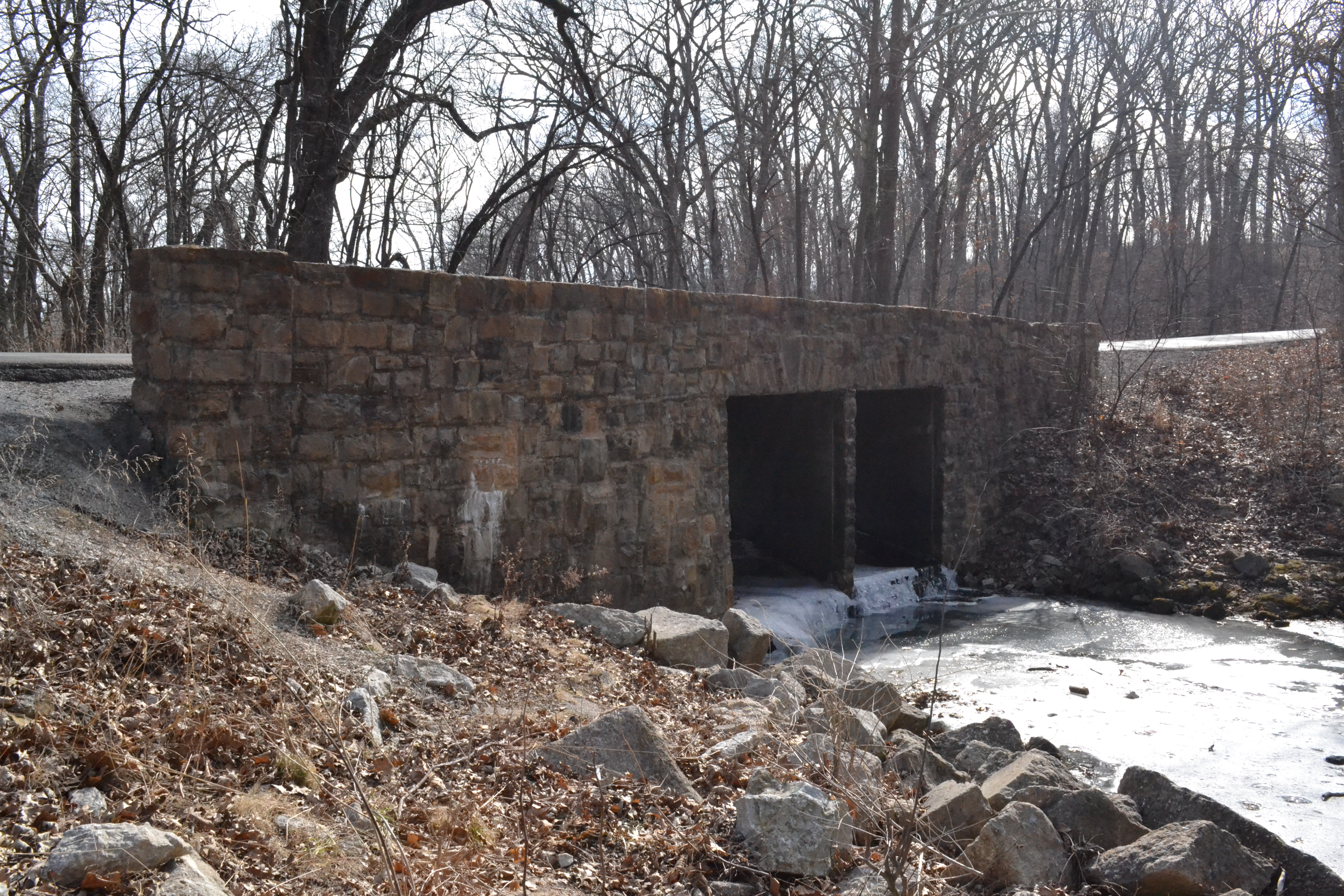
Le Montserrat Recreational Demonstration Area Bridge, pont routier dans le comté de Johnson (Missouri), construit par la WPA.

La WPA fait construire ou rénover 110 000 écoles, gares, bureaux de poste ; 100 000 ponts et 800 000 km de routes sont aménagés. Elle permet la réalisation de 1 566 peintures, 17 744 sculptures (voir par exemple celles du Dinosaur Park), 108 099 peintures à l’huile et de développer l'enseignement artistique. On compte parmi ses autres réalisations les quatorze affiches de la Works Projects Administration pour le National Park Service, affiches qui promeuvent le tourisme dans les parcs et monuments nationaux des États-Unis. Elle est dissoute le 30 juin 1943. Parmi les grands travaux placés sous la responsabilité de la WPA, il y a le pont du Golden Gate à San Francisco, qui fut achevé en 1937.